# Jane Addams
Jane Addams, ameriška socialna delavka, aktivistka, sociologinja, sufražetka, nobelovka * 6. september 1860, † 21. maj 1935, Chicago, ZDA. 
Je bila ena najbolj vidnih aktivistk in reformistk v obdobju Theodora Roosevelta in Woodrowa Wilsona. Tako se je zavzemala za kulturne centre, predpise pravil za ceno bolj kvalitetnih naselij za priseljence, zavzemala se je za otroško nego, javno zdravstvo in svetovni mir. V prizadevanjih je bila ena prvih dejavnih političnih delavcev na tem področju. V imenu gospodinj se je zavzemala za pravico žensk do volilne izbire. Za prostovoljke je postala vodnica za ženske, ki s prostovoljstvom postavljajo na noge svojo soseščino. Pomembno se je zavzemala za izobrazbo, tudi ena ustanoviteljic univerze ACLU leta 1920. Leta 1931 je postala prva ameriška ženska, ki je prejela Nobelovo nagrado za mir in je priznana kot ustanoviteljica poklicnega socialnega dela, poklica, ki je nastal organizirano s koncem prve svetovne vojne z nastankom druge generacije človekovih pravic.

## Življenje
Rojen v Cedarville, Illinois, Jane Addams je bila najmlajša izmed osmih otrok, rojenih v uspešno družino angleško-ameriškega rodu. Ko je bil stara štiri, podleže tuberkulozo hrbtenice, imenovana Pottsova bolezen, ki je povzročila ukrivljenost hrbtenice in vseživljenjske zdravstvene težave. 
Kot otrok, je mislila, da je bila "grda" in se kasneje spomnila, ki je želela, da ne zmede njenega očeta, ko je bil oblečen za nedeljsko mašo. Njen oče je pomemben regionalni bankir in kmetijski podjetnik.

## Center naselja Hull House
Addams in njena partnerka Starr so zasedle hišo, ki so jo kasneje zasedlo 25 žensk. Hiša je organizirala dogodke, znanstvene razlage za vsakdanjo rabo in ohranjanje stikov z različnih koncev družbe. Tako je hišo obiskalo na teden preko 2,000 ljudi. Hull House (imenovana po dejanskem lastniku) je bila tako uporaben center za raziskave, izkustvene analize, študije, debate, opravljali so tudi poizvedbe in izobraževanja na temo babištva, materinstva, gradbeništva, utrujenosti, bolezni, komunalne storitve, pa tudi večerne šole za starejše, klubi za odraščajoče, javna kuhinja, umetniška galerija, telovadnica, menza in zaposlovalni urad. Hull House je omogočila tudi najbolj zgodnje izobraževanje socialnih delavcih.

## Razmerja
Jane Addams je po oceni zgodovinarjev bila ocenjena kot istospolne usmerjenosti. Mnogokrat se ocenjuje, da je to veljalo za večino njene mednarodne Lige. 

## Verska motivacija
Po oceni mnogih je Jane Addams bila prepričana, da morajo biti socialne ustanove sekularne. Kot študent je bila deležna biblijske izobrazbe. Mnoge ideje so prevzele tudi cerkve in organizacije, takšne dejavnosti socialnega delovanja so kmalu imenovali socialno krščanstvo ali krščanski socializem. 

## Politika

### Mirovno gibanje
Januarja 1915 se pridruži Ženski mirovni stranki, kasneje pa predseduje tudi Mednarodnem kongresu žensk v Haagu 28.–30. aprila 1915,kar je bil prvi izražen trud za mediacijo vojne. Na sestanku so sodelovali voditelji 10 držav, tudi nevtralnih. 
Po vojni je nadaljevala mednarodno mirovno gibanje in razvila Žensko mednarodno ligo za mir in svobodo in postala dolgoletna predsednica Lige. Znotraj ZDA je še posebej kritizirana zaradi njenih pogledov na vojno in vstopu ZDA v vojno. Še zlasti med potovanji je zastopala stališče, da ženske morajo skrbeti za svetovni mir, tako je želela zastopati tudi ameriško demokracijo. Pomembno je sodelovala tudi z aktivisti in mirovniki tudi z nobelovo nagrajenko Emily Greene Balch. Ko je bila leta 1931 nagrajena z Nobelovo nagrado za mir, je to pomenilo veliko priznanje in zaupanje posameznici, ki se je zavzemala za skupnostne dejavnosti. Finančni del nagrade je donirala svoji Ligi.

### Prohibicija alkohola
Četudi ni javno nastopila v podporo prepovedi točenja alkohola v javnosti, je znano njeno stališče, da je alkohol "vedno bil seveda vodilna vaba in nujno potreben element v javnih hišah, tako s finančnega kot socialnega vidika." Večkrat je tudi ponovila trditev, da "javne hiše prostitucije ne bi mogle vzdrževati same, brez pomoči pogona "vozila alkohola.'"